# Palestine (Teksas)
Palestine je grad u američkoj saveznoj državi Teksas. Prema popisu stanovništva iz 2010. u njemu je živjelo 18.712 stanovnika.